# Tortisambert
Tortisambert est une ancienne commune française, située dans le département du Calvados en région Normandie, devenue le 1er janvier 2016 une commune déléguée au sein de la commune nouvelle de Livarot-Pays-d'Auge.
Elle est peuplée de 125 habitants.

## Géographie
Tortisambert est une commune du sud du département du Calvados située dans le pays d'Auge, à 22 kilomètres de Lisieux.
| Heurtevent, L'Oudon (comm. ass. de Montpinçon)              | Heurtevent              | Heurtevent              |
| L'Oudon (comm. ass. de Montpinçon)                          | Tortisambert            | La Chapelle-Haute-Grue  |
| L'Oudon (comm. ass. de Montpinçon), Les Autels-Saint-Bazile | Les Autels-Saint-Bazile | Les Autels-Saint-Bazile |

## Toponymie
Le nom de la localité est attesté sous la forme Tour Ysembart en 1303 ; Tort Ysembert vers 1350 ; Tot Ysembert en 1381 ; Tortisembert en 1434 ; Totissembert en 1486; Tort Isambert en 1571.
Les formes anciennes révèlent une confusion entre deux appellatifs distincts et d'origine scandinave, mais de sens proche, à savoir Torp et Tot, respectivement issus du vieux norrois þorp « hameau, village » (vieil anglais, vieux danois thorp, suédois / norvégien torp) et *tóft, topt « propriété, masure, ferme ». 
La forme la plus ancienne relevée, ainsi que le maintien du [r] montrent qu’il s'agit d'un primitif *Torp Isambert,, (c'est-à-dire þorp), que l'on rencontre fréquemment en Normandie sous les formes Torp(s), Torpt, Tourp(s), -tourp(s) et -tour (voir Clitourps, Guénétours [Guenestorp 1170], etc.), cependant les formes en -tour(p) sont caractéristiques du Cotentin. En outre, les mentions les plus anciennes ne sont pas d'une haute antiquité, elles datent toutes du XIVe siècle, et se contredisent. François de Beaurepaire rejette implicitement l'hypothèse Torp- et préfère identifier un nom en Tot-. Déjà attestée en 1350 (sans trait d'union et la graphie Ysembert), la forme actuelle en Tort- combine le -r- de Torp et le -t final de Tot.
Le second élément représente l'anthroponyme d'origine germanique Isambert,, / Isembert.
Le gentilé est Tortisambertois.

## Politique et administration
| Période                                  | Période  | Identité           | Étiquette | Qualité     |
| ---------------------------------------- | -------- | ------------------ | --------- | ----------- |
| ?                                        | 1989     | Raymond Hédier     |           |             |
| 1989                                     | 2008     | François Rabec     | DVD       | Agriculteur |
| 2008                                     | En cours | Jean-Claude Bénard | SE        | Agriculteur |
| Les données manquantes sont à compléter. |          |                    |           |             |

Le conseil municipal est composé de onze membres dont le maire et deux adjoints
.

## Démographie
En 2021, la commune comptait 125 habitants. Depuis 2004, les enquêtes de recensement dans les communes de moins de 10 000 habitants ont lieu tous les cinq ans (en 2004, 2009, 2014, etc. pour Tortisambert) et les chiffres de population municipale légale des autres années sont des estimations.
Au premier recensement républicain, en 1793, Tortisambert comptait 375 habitants, population jamais atteinte depuis.
| 1793 | 1800 | 1806 | 1821 | 1831 | 1836 | 1841 | 1846 | 1851 |
| ---- | ---- | ---- | ---- | ---- | ---- | ---- | ---- | ---- |
| 375  | 304  | 355  | 325  | 319  | 320  | 302  | 292  | 263  |

| 1856 | 1861 | 1866 | 1872 | 1876 | 1881 | 1886 | 1891 | 1896 |
| ---- | ---- | ---- | ---- | ---- | ---- | ---- | ---- | ---- |
| 258  | 250  | 274  | 265  | 288  | 292  | 271  | 273  | 262  |

| 1901 | 1906 | 1911 | 1921 | 1926 | 1931 | 1936 | 1946 | 1954 |
| ---- | ---- | ---- | ---- | ---- | ---- | ---- | ---- | ---- |
| 249  | 260  | 234  | 252  | 249  | 227  | 232  | 226  | 234  |

| 1962 | 1968 | 1975 | 1982 | 1990 | 1999 | 2004 | 2009 | 2014 |
| ---- | ---- | ---- | ---- | ---- | ---- | ---- | ---- | ---- |
| 218  | 187  | 164  | 127  | 136  | 149  | 142  | 148  | 134  |

| 2018 | - | - | - | - | - | - | - | - |
| ---- | - | - | - | - | - | - | - | - |
| 125  | - | - | - | - | - | - | - | - |

## Lieux et monuments
- Manoir de la Varinière, du XVIe siècle. Il fait l'objet d'une inscription au titre des monuments historiques depuis le 6 mai 2004[14].
- Manoir de Beauvoir, du début du XXe siècle.
- Logis de Butenval.
- Église Sainte-Trinité.
- Manoir du Coudray, du XVIIe siècle, et son colombier.

## Personnalités liées à la commune
- Pierre du Buat (1734 à Tortisambert  - 1809), ingénieur et hydraulicien.
- Sacha Guitry le narrateur de son livre Mémoires d'un tricheur né dans cette commune.